# 奥利弗·哈泽德·佩里·莫顿
奥利弗·哈泽德·佩里·思罗克·莫顿（Oliver Hazard Perry Throck Morton，1823年8月4日—1877年11月1日），美国政治家，共和党人，曾任印第安纳州州长（1861年-1867年）、美国参议院议员（1867年-1877年）。